# Страшний, сірий, кудлатий
«Страшний, сірий, кудлатий» — анімаційний фільм 1971 року Творчого об'єднання художньої мультиплікації студії Київнаукфільм, за казкою Сергія Козлова

## Сюжет
Побачив песик на річці велике, сіре, кошлате, злякався і ну бігти, а по дорозі до нього приєдналися курча, качка і ведмежа. Прибігли вони до маленької мишці, яка не злякалася, а розгледіла у великому, сірому, кудлатому - туман. Нічого не бійтеся, і всі страхи розсіються, як туман.

## Над мультфільмом працювали
- Автор сценарію: Сергій Козлов
- Режисер-постановник: Алла Грачова
- Художник-постановник: Микола Чурилов
- Композитор: Борис Буєвський
- Художники-мультиплікатори: Костянтин Чикін, Олександр Лавров, Адольф Педан, Н. Бондарь, Є. Перетятько
- Оператор: Анатолій Гаврилов
- Звукорежисер: Леонід Мороз
- Редактор: Світлана Куценко
- Директор картини: Іван Мазепа